# Ronald Mulder
Ronald Mulder (Zwolle, 27 februari 1986) is een voormalig Nederlands langebaanschaatser en inline-skater. Hij was gespecialiseerd in de korte afstanden.

## Resultaten
Ronald Mulder zijn favoriete afstand is de 500m. 
Tijdens het NK Sprint 2006 in Assen schaatste Ronald Mulder tegen zijn tweelingbroer Michel Mulder op de 500 meter en reden exact dezelfde tijd. Later op de IJsbaan van Deventer behaalden ze samen het baanrecord op de 100 meter tijdens een supersprintwedstrijd. Op 7 december 2008 won Mulder de Utrecht City Bokaal. In 2018 werd hij Europees Kampioen afstanden in Kolomna op de 500 m.

### 2009-2010
Op 30 oktober 2009 greep hij op twee honderdste naast de titel op de 500 meter tijdens het Nederlands kampioenschap om de 500 meter. Zijn 500 meter op 13 november 2009, verreden in Thialf tijdens de wereldbekerwedstrijden, was met 35,07 zelfs korte tijd de snelste 500 meter ooit door een Nederlander in Thialf gereden. Hiermee eindigde hij in zijn 2de wereldbekerwedstrijd voor het eerst op het podium..
Op 4 december 2009 pakte hij het zes jaar oude nationale record op de 500 meter van zijn trainer Gerard van Velde af. Tijdens de wereldbekerwedstrijden in Calgary kwam hij tot 34,52.Tijdens het WK sprint dat werd gehouden op 16 en 17 januari in het Japanse Obihiro behaalde hij in het eindklassement gemeten over tweemaal een 1000 en 500 meter de 4e plaats.

### 2010-2011
Op 18 januari 2010 werd bekend dat de KNSB heeft besloten dat Mulder toch aan de start mag komen van de 500 meter tijdens de Olympische Winterspelen in het Canadese Vancouver in februari 2010, hij werd elfde.
Bij het NK afstanden 2011 werd  Ronald Mulder Nederlands kampioen op de 500 meter.

### 2011-2014
In de zomer van 2011 maakte Mulder bekend over te stappen van Team APPM waar hij sinds 2009 samen met zijn ploeggenoten Michel Mulder en Freddy Wennemars voor reed naar de Control schaatsploeg.
Op 11 februari 2012 won Mulder de Keizersrace op de Keizergracht in Amsterdam-Centrum, tussen de Leidsestraat en de Spiegelgracht.
Mulder reed in het seizoen 2013-2014 voor Team BrandLoyalty. Hij werd hier gecoacht door Jac Orie. Mulder werd tweede op de NK Afstanden en plaatste zich ook als tweede voor de Olympische Spelen. Hij won brons achter Michel Mulder en Jan Smeekens.

### 2014-2020
Voorafgaand aan het seizoen 2014-2015 stapte Ronald Mulder over naar Team Beslist.nl van Gerard van Velde waar hij weer met zijn broer komt te trainen. Hierna werd de ploeg samengevoegd met Team Plantina tot Team Reggeborgh. Tijdens de kwalificatiewedstrijden voor de eerste serie wereldbekerwedstrijden reed hij met Michel naar een vierde en vijfde plek op de 500 meter in een onderling duel (35,22), maar moest hij wegens een longontsteking de eerste wedstrijd afzeggen. Op het allereerste EK Afstanden behaalde hij op de 500 meter in Kolomna de allereerste titel in 34,80. Een jaar later werd hij wereldkampioen op de teamsprint. In 2020 stopte hij met langebaanschaatsen.

## Persoonlijk
Mulder heeft een eveneens schaatsende tweelingbroer Michel Mulder. Hij is gehuwd en woont sinds 2012 samen met zijn vrouw in Zwolle. Samen zijn zij de ouders van twee zonen en een dochter. Ze kerken bij de Christelijk gereformeerde kerk. Voor belangrijke wedstrijden knippen ze nooit hun haar af, als knipoog naar de Bijbelse krachtpatser Simson die zijn kracht verloor op het moment dat zijn haren geknipt werden.

## Persoonlijke records
| Afstand    | Tijd    | Datum            | Baan       |
| ---------- | ------- | ---------------- | ---------- |
| 100 meter  | 9,51    | 20 maart 2009    | Calgary    |
| 300 meter  | 22,81   | 19 februari 2011 | Enschede   |
| 500 meter  | 34,08   | 26 februari 2017 | Calgary    |
| 1000 meter | 1.07,99 | 21 maart 2015    | Calgary    |
| 1500 meter | 1.53,98 | 11 augustus 2012 | Hamar      |
| 3000 meter | 4.22,82 | 13 januari 2008  | Heerenveen |

## Resultaten
| Jaar | NK Afstanden      | NK Sprint             | EK Sprint             | EK Afstanden        | WK Sprint             | WK afstanden         | Olympische Spelen | Wereldbeker |
| ---- | ----------------- | --------------------- | --------------------- | ------------------- | --------------------- | -------------------- | ----------------- | ----------- |
| 2006 | 14e 500m          | 16e                   |                       |                     |                       |                      |                   |             |
| 2007 | 11e 500m          | 21e                   |                       |                     |                       |                      |                   |             |
| 2008 | 7e 500m           | 16e                   |                       |                     |                       |                      |                   |             |
| 2009 | 9e 500m 17e 1000m | 9e (4e, 15e, 8e, 10e) |                       |                     |                       |                      |                   |             |
| 2010 | 500m · 8e 1000m   |                       | 4e · (4e, 5e, 6e, )   |                     | 11e 500m              | 5e 500m 42e 1000m    |                   |             |
| 2011 | 500m · 7e 1000m   |                       |                       |                     |                       | 37e 500m             |                   |             |
| 2012 | 6e 500m 8e 1000m  | 7e                    |                       | 6e 500m             | 12e 500m              |                      |                   |             |
| 2013 | 4e 500m 11e 1000m | 5e · (, 5e, , 10e)    |                       |                     | 4e 500m               |                      |                   |             |
| 2014 | 500m · 7e 1000m   | NS3 (5e, 9e, WDR, -)  |                       |                     | 500m                  | 500m                 |                   |             |
| 2015 |                   | 6e (5e, 13e, 5e, 10e) |                       |                     |                       |                      |                   |             |
| 2016 | 500m              | Zilver                | 9e (9e, 13e, 4e, 12e) | 10e 500m            | 10e 500m              |                      |                   |             |
| 2017 | 500m · 1000m      | · (,, ,)              | 7e · (, 8e, , 8e)     | 4e · (, 10e, , 11e) | 5e 500m 18e 1000m     | 500m · 32e 1000m     |                   |             |
| 2018 | 500m · 11e 1000m  |                       |                       | 500m                | 8e · (4e, 11e, , 15e) |                      | 7e 500m           | 500m        |
| 2019 | 500m · 8e 1000m   |                       |                       |                     |                       | 6e 500m · teamsprint |                   | 29e 500m    |
| 2020 | 11e 500m 7e 1000m | NS4 · (, , 18e, DNS)  |                       |                     |                       |                      | 22e 500m          |             |
| 2021 |                   | NS4 · (, 11e, , DNS)  |                       |                     | 5e 500m               |                      | 500m              |             |
| 2022 | NS2 500m          | NS4 · (, 7e, , DNS)   |                       |                     |                       |                      |                   | 42e 500m    |

### Wereldbekerwedstrijden
| Jaar | 500m                 | 1000m             | Teamsprint |
| ---- | -------------------- | ----------------- | ---------- |
| 2010 | 13e, 11e, 3e, 6e, 6e | -, -, -, -, 4e(b) |            |

(b) = B-divisie
- = geen deelname